# L-Series
L-Series (також відома як LG Optimus L)  — лінійка смартфонів, що розроблена компанією LG Group, анонсована 2012 року.

## Порівняння смартфонів лінійки
|                                                  | LG Optimus L3                                           | LG Optimus L5                                                   | LG Optimus L7                                                   | LG Optimus L9                                                   |
| ------------------------------------------------ | ------------------------------------------------------- | --------------------------------------------------------------- | --------------------------------------------------------------- | --------------------------------------------------------------- |
| Розміри                                          | 103.6 мм (4.04") В 61.6 мм (2.43") Ш 11.85 мм (0.47") Т | 118.3 мм (4.66") В 66.5 мм (2.62") Ш 9.7 мм (0.37") Т           | 125.5 мм (4.94") В 67 мм (2.64") Ш 8.7 мм (0.34") Т             | 131.9 мм (5.19") В 68.2 мм (2.69") Ш 9.1 мм (0.36") Т           |
| Маса (з акумулятором)                            | 119 грам (4.20 унції)                                   | 122 грам (4.30 унції)                                           | 122 грам (4.30 унції)                                           | 125 грам (4.41 унції)                                           |
| Екран                                            | 3.2" (81.28 мм) 240х320 пікселів TFT ємнісний сенсорний | 4" (101,6 мм) 320 х 480 пікселів TFT ємнісний сенсорний         | 4,3" (109.22 мм) 480 х 800 пікселів IPS LCD ємнісний            | 4,7" (119.38 мм) 960х540 пікселів IPS LCD ємнісний              |
| Центральний процесор                             | 800 МГц одноядерний Qualcomm Snapdragon S1 MSM7225A     | 800 МГц одноядерний Qualcomm Snapdragon S1 MSM7225A             | 1 ГГц одноядерний Qualcomm Snapdragon S1 MSM7227A               | 1 ГГц двоядерний Texas Instruments OMAP 4 4430                  |
| Графічний процесор                               | Adreno 200 (покращений)                                 | Adreno 200 (покращений)                                         | Adreno 200 (покращений)                                         | PowerVR SGX540                                                  |
| Оперативна пам'ять                               | 384 Мб                                                  | 512 Мб                                                          | 512 Мб                                                          | 1 Гб                                                            |
| Пам'ять                                          | 1 Гб                                                    | 4 Гб (з них користувачеві доступно 2.5, 2.4, 2.1 Гб відповідно) | 4 Гб (з них користувачеві доступно 2.5, 2.4, 2.1 Гб відповідно) | 4 Гб (з них користувачеві доступно 2.5, 2.4, 2.1 Гб відповідно) |
| Мобільні мережі 2-го покоління: GSM/GPRS/EDGE    | 850/900/1800/1900 МГц                                   | 850/900/1800/1900 МГц                                           | 850/900/1800/1900 МГц                                           | 850/900/1800/1900 МГц                                           |
| Мобільні мережі 3-го покоління: WCDMA/HSPA/HSDPA | 900/2100 МГц                                            | 900/2100 МГц                                                    | 900/1900/2100 МГц                                               | 900/2100 МГц                                                    |
| Мобільні мережі 4-го покоління: LTE              | відсутня                                                | відсутня                                                        | відсутня                                                        | відсутня                                                        |
| Сенсори                                          | Акселерометр Цифровий компас                            | Акселерометр Цифровий компас                                    | Акселерометр Цифровий компас                                    | Акселерометр Цифровий компас                                    |
| Інтерфейси                                       | Wi-Fi (802.11b/g/n) Bluetooth 3.0 DLNA                  | Wi-Fi (802.11b/g/n) Bluetooth 3.0 DLNA NFC                      | Wi-Fi (802.11b/g/n) Bluetooth 3.0 DLNA                          | Wi-Fi (802.11b/g/n) Bluetooth 3.0 DLNA                          |
| Основна камера                                   | 3,15 Мпікс                                              | 5,0 Мпікс                                                       | 5,0 Мпікс                                                       | 5,0 Мпікс                                                       |
| Додаткова камера                                 | відсутня                                                | відсутня                                                        | відсутня                                                        | 0,3 Мпікс                                                       |
| Акумулятор                                       | 1500 мА/г                                               | 1540 мА/г                                                       | 1700 мА/г                                                       | 2150 мА/г                                                       |